# Вермикулитобетон
Вермикулитобето́н — один из видов так называемых «лёгких бетонов».
Относительно небольшая масса вермикулитобетона достигается за счет того, что в нем в качестве заполнителя в той или иной пропорции используется вспученный вермикулит — минерал из группы гидрослюд, имеющих слоистую структуру. 
Для создания вспученного вермикулита его сперва дробят, а затем нагревают до температуры около 1000 °С, в результате чего испаряющаяся из минерала вода расщепляет слюду, при этом исходный объём увеличивается до полутора порядков. 
В качестве вяжущего вещества используют жидкое стекло, синтетические смолы или цемент. 
Ввиду низкой плотности и теплопроводности [250–600 кг/м3; $λ$ = 0,08–0,1 Вт/(м·К)] вермикулитобетон также используют как тепловую и звуковую изоляцию жилых зданий и промышленных объектов.